# Voedselketen

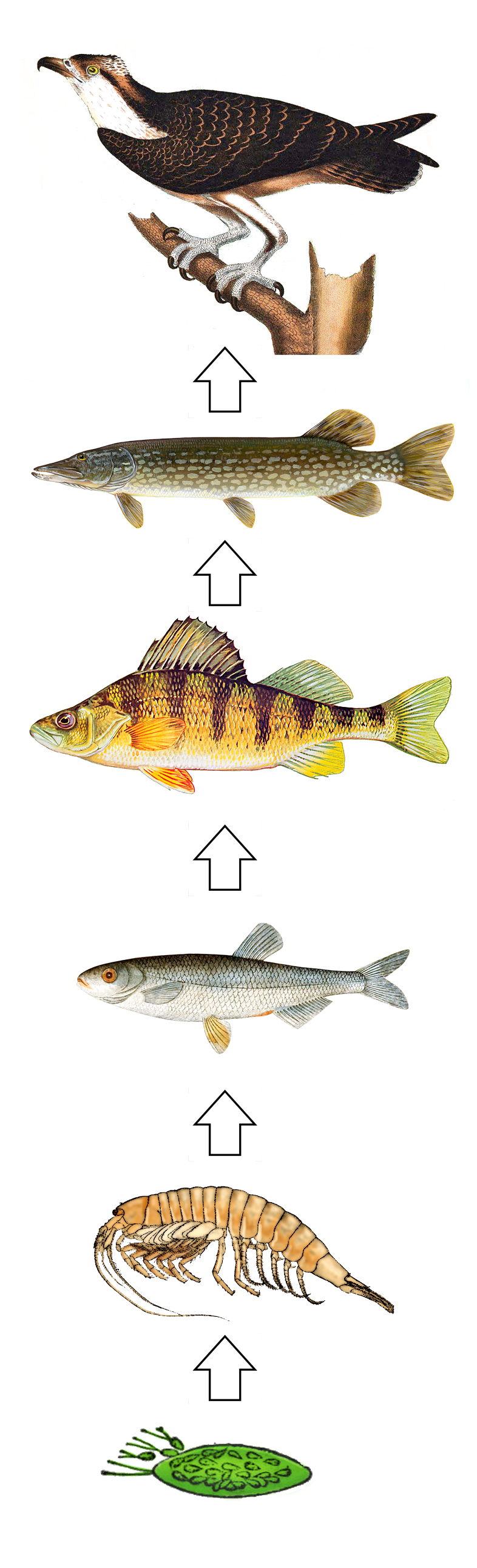
Voorbeeld van een voedselketen in een Zweeds meer

Een voedselketen beschrijft de voedselrelaties tussen de verschillende soorten organismen in een gegeven ecosysteem. Preciezer: een voedselketen toont de overdracht van voedsel (en dus van voedingsstoffen) van de ene naar de andere soort binnen dit ecosysteem. 
Voedselketens worden in diagrammen afgebeeld; een organisme wordt met een pijl verbonden met een organisme waarvoor het een voedselbron vormt. Organismen worden gegroepeerd in trofische niveaus (van het Grieks voor voedend, trophikos).
Iedere voedselketen beschrijft één bepaalde gevolgde route van voedsel in een ecosysteem, en heeft één soort organisme per trofisch niveau. Een voedselketen begint met een producent (in de afbeelding een alg) en eindigt met een toppredator, dat is een predator die zelf door geen enkel ander dier wordt gegeten.
De afgebeelde voedselketen werkt als volgt: groene algen vermenigvuldigen zich met fotosynthese, waarbij ze - uit water en koolstofdioxide - koolhydraten maken voor hun energiebehoefte, en eiwitten die dienen als bouwstoffen voor hun cellen. Kreeftjes eten vervolgens de algen, forellen eten kreeftjes, baarzen eten forellen, snoeken eten baarzen, visarenden eten snoeken. In dit voorbeeld is een algensoort de producent, de basis van de voedselketen. Alle daaropvolgende trofische niveaus worden bezet door consumenten. De kreeftjes zijn de primaire (eerste) consument in de keten, ze zijn herbivoor; ieder volgend trofisch niveau wordt ingenomen door een carnivore (vleesetende) consument of predator. 
De meeste voedselketens (90%) hebben 3 à 5 trofische niveaus. De langst bekende voedselketen is gebaseerd op fytoplankton als producent, en telt 10 niveaus.